# 東大和市立第八小学校
東大和市立第八小学校(ひがしやまとしりつ だいはちしょうがっこう)は、東京都東大和市にある公立小学校。

## 教育目標
- よく考える子
- 思いやりのある子
- 心身ともに たくましい子

## 沿革
1973年4月、東大和市内の既存の小学校から移動してきた児童462名と共にプレハブの仮設校舎で開校。
1973年10月には本校舎が完成する。1975年には体育館が、1976年には図書室が増築された。
1980年3月、東大和市立第十小学校の設立により児童多数が転校する。
1991年11月には第1回の音楽会が、1995年11月には第1回の学習発表会が開催された。
2023年、開校50周年を迎える。
八地区祭りという祭りを本校で開催しており、
今年、2023年で40回目を迎える。

## 通学区域
2016年(平成28年)現在の本校の校区は以下の通りである。
住所別通学区域
| 中央三・四丁目 | 立野一 - 四丁目 | 南街三丁目 | 桜が丘二丁目                                              | 桜が丘三丁目                             |
| -------------- | --------------- | ---------- | --------------------------------------------------------- | ---------------------------------------- |
| 全域           | 全域            | 一部       | 主要地方道第43号立川・東大和線以東および市道第817号線以西 | 市道第816号線以東および市道第817号線以西 |

## 交通
- 多摩都市モノレール線上北台駅より徒歩8分
- 多摩都市モノレール線桜街道駅より徒歩12分
- 多摩都市モノレール線・西武拝島線玉川上水駅より徒歩18分
- ちょこバス「東大和八小北」より徒歩2分
- 西武バス「いちょう通り」より徒歩2分
- 立川バス「南街」より徒歩10分